# Anthaxia huashanica
Anthaxia huashanica es una especie de escarabajo del género Anthaxia, familia Buprestidae. Fue descrita científicamente por Bílý en 1993.